# Max Sabbatani
Massimiliano Sabbatani (Forlì, 4 agosto 1975) è un pilota motociclistico italiano ritiratosi dall'attività agonistica.

## Carriera
Esordisce sulle minimoto, passando poi agli scooter, vincendo il campionato italiano.
Nel 1997 e 1998 ha partecipato al Campionato Europeo Velocità in classe 125 guidando una Honda e aggiudicandosi il titolo al secondo tentativo.
Esordisce anche nel motomondiale 1998, sempre nella stessa classe grazie ad una wild card per partecipare al Gran Premio motociclistico Città di Imola 1998 dove taglia il traguardo in 17ª posizione.
Nei due anni successivi, rimanendo fedele alla stessa casa, conclude le stagioni al 19º e 22º posto rispettivamente. Nel 2001 passa ad un'Aprilia, concludendo 13º. Resta fedele alla stessa casa per i due anni successivi, concludendo 25º e 30º. Nel 2004 passa alla classe 250, a bordo di una Yamaha. Nelle ultime gare della stagione torna nella 125, correndo con una Honda RS 125 R del team Ajo Motorsport. In questa stagione non ottiene punti.

## Risultati nel motomondiale
| 1998 | Classe | Moto  |  |  |  |  |  |  |  |  |  |  |    |  |  |  |  |  | Punti | Pos. |
| ---- | ------ | ----- |  |  |  |  |  |  |  |  |  |  | -- |  |  |  |  |  | ----- | ---- |
| 1998 | 125    | Honda |  |  |  |  |  |  |  |  |  |  | 17 |  |  |  |  |  | 0     |      |

| 1999 | Classe | Moto  |    |   |     |     |    |     |  |    |     |    |     |     |     |    |    |    | Punti | Pos. |
| ---- | ------ | ----- | -- | - | --- | --- | -- | --- |  | -- | --- | -- | --- | --- | --- | -- | -- | -- | ----- | ---- |
| 1999 | 125    | Honda | 11 | 7 | Rit | Rit | 16 | Rit |  | 18 | Rit | 20 | Rit | Rit | Rit | 16 | 14 | 11 | 21    | 19º  |

| 2000 | Classe | Moto  |    |    |    |     |     |    |   |    |    |     |     |    |    |    |    |     | Punti | Pos. |
| ---- | ------ | ----- | -- | -- | -- | --- | --- | -- | - | -- | -- | --- | --- | -- | -- | -- | -- | --- | ----- | ---- |
| 2000 | 125    | Honda | 20 | 13 | 19 | Rit | Rit | 20 | 7 | 15 | 16 | Rit | Rit | 13 | 26 | 17 | 18 | Rit | 16    | 22º  |

| 2001 | Classe | Moto    |    |   |   |    |     |    |    |    |   |   |   |   |     |   |    |     | Punti | Pos. |
| ---- | ------ | ------- | -- | - | - | -- | --- | -- | -- | -- | - | - | - | - | --- | - | -- | --- | ----- | ---- |
| 2001 | 125    | Aprilia | 12 | 7 | 8 | 15 | Rit | 21 | 15 | 15 | 7 | 5 | 9 | 9 | Rit | 8 | 10 | Rit | 72    | 13º  |

| 2002 | Classe | Moto    |     |    |    |    |    |  |  |     |    |    |     |  |    |     |    |    | Punti | Pos. |
| ---- | ------ | ------- | --- | -- | -- | -- | -- |  |  | --- | -- | -- | --- |  | -- | --- | -- | -- | ----- | ---- |
| 2002 | 125    | Aprilia | Rit | 13 | 11 | 13 | NP |  |  | Rit | 22 | 15 | Rit |  | 19 | Rit | 17 | 11 | 17    | 25º  |

| 2003 | Classe | Moto    |    |     |    |    |    |    |    |     |    |     |    |     |     |     |     |    | Punti | Pos. |
| ---- | ------ | ------- | -- | --- | -- | -- | -- | -- | -- | --- | -- | --- | -- | --- | --- | --- | --- | -- | ----- | ---- |
| 2003 | 125    | Aprilia | 13 | Rit | 24 | 18 | 23 | 21 | 22 | Rit | NP | Rit | 21 | Rit | Rit | Rit | Rit | 16 | 3     | 30º  |

| 2004 | Classe | Moto   |    |     |    |     |    |    |     |     |    |  |  |  |  |  |  |  | Punti | Pos. |
| ---- | ------ | ------ | -- | --- | -- | --- | -- | -- | --- | --- | -- |  |  |  |  |  |  |  | ----- | ---- |
| 2004 | 250    | Yamaha | 24 | Rit | NQ | Rit | NP | NQ | Rit | Rit | NP |  |  |  |  |  |  |  | 0     |      |

| 2004 | Classe | Moto  |  |  |  |  |  |  |  |  |  |  |  |  |     |     |    |     | Punti | Pos. |
| ---- | ------ | ----- |  |  |  |  |  |  |  |  |  |  |  |  | --- | --- | -- | --- | ----- | ---- |
| 2004 | 125    | Honda |  |  |  |  |  |  |  |  |  |  |  |  | Rit | Rit | 25 | Rit | 0     |      |

| Legenda | 1º posto        | 2º posto            | 3º posto            | A punti      | Senza punti        | Grassetto – Pole position Corsivo – Giro più veloce |
| Legenda | Gara non valida | Non qual./Non part. | Ritirato/Non class. | Squalificato | '-' Dato non disp. | Grassetto – Pole position Corsivo – Giro più veloce |